# Леб'яже-Асаново
Леб'я́же-Аса́ново (рос. Лебяжье-Асаново) — присілок у складі Юргинського округу Кемеровської області, Росія.

## Населення
Населення — 477 осіб (2010; 554 у 2002).
Національний склад (станом на 2002 рік):
- росіяни — 94 %